# 김기윤
김기윤(1992년 3월 12일~ )은 전 농구선수이며 포지션은 포인트 가드이다.

## 안양 KGC인삼공사시절
데뷔 첫 해에는 출전 시간이 적었다. 그러나 혹독한 훈련을 통해 몸의 근육과 경기에 출전할 수 있는 몸을 만들었다. 2015-2016시즌에는 출전 시간을 늘리며 팀의 가드 역할을 잘 수행하였다. 2016-2017시즌에는 주전 포인트 가드를 해줄 것으로 믿었지만 허리 부상으로 인해 많은 경기에 출전하지 못하고, 시즌 아웃 되었다.

## 부산 kt 소닉붐시절
2017년 11월 23일 이재도의 반대급부로 부산 kt 소닉붐에 트레이드되어 이적하였다. 이적 후 첫 경기에서 좋은 인상을 심어주면서 앞으로의 활약을 기대하게 만들었다.

## 출신학교
- 마산동중학교
- 경복고등학교
- 연세대학교

## 수상경력
- 2010년 고대총장배 전국 남녀 고교농구대회 1위